# علیرضا تغابنی
علیرضا تغابنی (زادهٔ ۱۳۵۶) معمار ایرانی است. تغابنی در سال ۱۳۸۱ در مقطع کارشناسی ارشد رشته معماری از دانشگاه سراسری گیلان فارغ‌التحصیل شد و پس از آن تحصیلاتش را در مقطع دکترای دانشگاه آزاد اسلامی واحد علوم تحقیقات تهران ادامه داد. او برندهٔ چهار دورهٔ جایزهٔ معمار و نخستین دورهٔ جایزهٔ آکادمی سلطنتی دورفمن است. او در سال ۱۳۹۵ با محمد سرمستانی به صورت مشترک جایزه سال معماری پایدار را گرفتند.

## فعالیت حرفه‌ای
علیرضا تغابنی در سال ۱۳۸۳ دفتر معماری «دیگر» (NextOffice) را تاسیس کرد. از فعالیت‌های این دفتر طراحی «ویلایی برای یک دوست» بود که نخستین جایزه را برای او فراهم آورد. او همچنین دومین جایزهٔ معمار را در سال ۹۰ برای طراحی «ویلای امیر» دریافت کرد. تغابنی با طراحی «خانهٔ شریفی‌ها» علاوه بر کسب جایزهٔ معمار برندهٔ جایزهٔ معمار خاورمیانه شد. او در سال ۱۳۹۵ عضو هیئت داوران جایزهٔ معمار بود. پروژه مجتمع مسکونی سدروس فینالیست جهانی معاریWAF2019 بود، در این پروژه تراس‌ها را به عنوان مرز ملتهب درون و بیرون به شکلی بارور برای حل مسئله جانبی و شهری استفاده کرده است.

## جوایز
| سال  | عنوان پروژه                   | جایزه                                  | بخش               | نتیجه               | منبع                      |
| ---- | ----------------------------- | -------------------------------------- | ----------------- | ------------------- | ------------------------- |
| ۱۳۸۷ | ویلایی برای یک دوست           | معمار ۸۷                               | مسکونی            | برنده               | [ ۲ ] [ ۳ ]               |
| ۱۳۹۰ | ویلای امیر                    | معمار ۹۰                               | بازسازی           | برنده               | [ ۴ ] [ ۵ ]               |
| ۱۳۹۰ | ساختمان نظام مهندسی قزوین     | فستیوال جهانی معماری                   |                   |                     |                           |
| ۱۳۹۱ | ویلای کوهسار                  | معمار ۹۱                               | مسکونی            | رتبهٔ دوم مشترک      | [ ۶ ] [ ۷ ]               |
| ۱۳۹۲ | خانهٔ شریفی‌ها                  | معمار ۹۲                               | مسکونی            | برنده               | [ ۸ ] [ ۹ ] [ ۱۰ ] [ ۱۱ ] |
| ۱۳۹۳ | خانهٔ شریفی‌ها                  | فستیوال جهانی معماری                   | مسکونی            | حضور در فهرست کوتاه | [ ۱۲ ]                    |
| ۱۳۹۳ | خانهٔ شریفی‌ها                  | معمار خاورمیانه                        | مسکونی            | برنده               | [ ۱۳ ]                    |
| ۱۳۹۴ | ویلای برادر کوچک‌تر            | معمار ۹۴                               | مسکونی – تک واحدی | رتبهٔ سوم مشترک      | [ ۱۴ ]                    |
| ۱۳۹۴ | نمایشگاه صنعتی-اداری آریو چوب | معمار ۹۴                               | بازسازی           | برنده               | [ ۱۴ ] [ ۱۵ ]             |
| ۱۳۹۴ | ویلای برادر کوچکتر            | جایزه بزرگ معمار                       | مسکونی            | رتبه سوم            | [ ۱۶ ]                    |
| ۱۳۹۶ | دوگانه صفادشت                 | معمار ۹۶                               | مسکونی – تک واحدی | رتبه سوم            | [ ۱۷ ]                    |
| ۱۳۹۶ | دوگانه صفادشت                 | ArchitizerA+                           | مسکونی            | فینالیست            | [ ۱۸ ]                    |
| ۱۳۹۷ | دوگانه صفادشت                 | فستیوال جهانی معماری                   | مسکونی            | حضور در فهرست کوتاه |                           |
| ۱۳۹۷ | خانه شریفی‌ها                  | نخستین دورهٔ جایزهٔ آکادمی سلطنتی دورفمن | مسکونی            | برنده               | [ ۱۹ ]                    |
| ۱۳۹۷ | خانه هنرمندان صدرا            | ArchitizerA+                           | –                 | فینالیست            | [ ۲۰ ]                    |
| ۱۳۹۷ | شهر صدرا                      | فستیوال جهانی معماری                   | –                 | برنده               | [ ۲۱ ]                    |
| ۱۳۹۷ | خانه طاقی گویوم               | فستیوال جهانی معماری                   | –                 | برنده               | [ ۲۲ ]                    |
| ۱۳۹۷ | خانه طاقی گویوم               | ArchitizerA+                           | –                 | فینالیست            | [ ۲۳ ]                    |
| ۱۳۹۸ | ساختمان سدروس                 | فستیوال جهانی معماری                   | –                 | حضور در فهرست کوتاه |                           |
| ۱۳۹۹ | ویلای میانجرز                 | فستیوال جهانی معماری                   | مسکونی            | حضور در فهرست کوتاه |                           |
| ۱۴۰۱ | شاملو (خانه شاعر)             | فستیوال جهانی معماری                   | –                 | حضور در فهرست کوتاه |                           |
| ۱۴۰۱ | ساختمان مرکزی بانک مسکن شیراز | فستیوال جهانی معماری                   | –                 | تقدیر شده           |                           |
| ۱۴۰۲ | هرمز                          | فستیوال جهانی معماری                   | –                 | برنده               | [ ۲۴ ]                    |
| ۱۴۰۲ | طلافروشی بهشتی                | فستیوال جهانی معماری                   | –                 | برنده               | [ ۲۵ ]                    |
| ۱۴۰۲ | تم پارک                       | فستیوال جهانی معماری                   | –                 | برنده               | [ ۲۶ ]                    |
| ۱۴۰۲ | مرکز اجتماعی روستای مرزی      | فستیوال جهانی معماری                   | –                 | برنده               | [ ۲۷ ]                    |
| ۱۴۰۲ | ویلا نفار                     | فستیوال جهانی معماری                   | –                 | تقدیر شده           | [ ۲۸ ]                    |